# Stickereihäuserkomplex (Gossau SG)

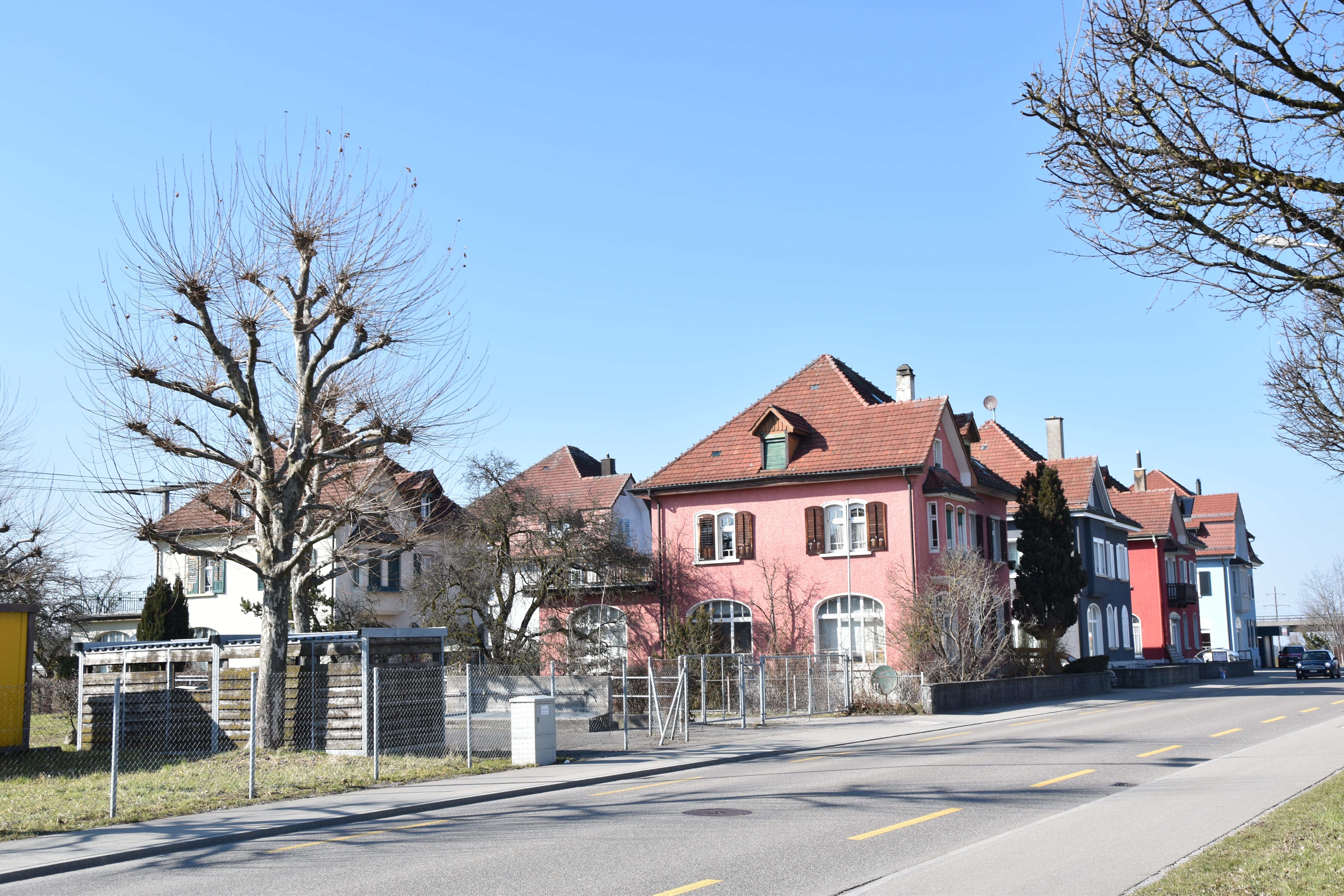
Der Stickereihäuserkomplex an der Bischofszellerstrasse in Gossau SG. Aufnahme aus dem Jahr 2023.

Acht gleichartige Stickerhäuser liegen in der Schönau in Gossau SG, an der Bischofszellerstrasse 91–97a in der Schweiz. Sie entstanden von 1910 bis 1914 und stellen heute ein einzigartiges Bauensemble dar. Beim schützenswerten Ortsbild Schönau, gegenüber dem Werkhof, handelt es sich durchwegs um Massivbauten mit zwei Vollgeschossen und verputzter Fassade. Rückwärtig schliessen sich teils Annexe an.

## Geschichte
Initiant der Siedlung war der Gossauer Stickereifabrikant Ludwig Eichmann-Brunnschwyler. Gebaut wurden die Häuser für die neuen Schifflistickmaschinen vom Baugeschäft Eisenring aus Gossau. Geplant wurden acht identische Häuser mit Sticklokal und zwei Wohnungen.
Für Einzelsticker war die Umstellung von der Handstickmaschine auf die Schifflimaschine aus finanziellen Gründen kaum möglich. Auch waren die bestehenden Sticklokale für die neuen Maschinen zu klein. In der Schönau bot sich Schifflistickern die Möglichkeit, schlüsselfertige Häuser zu kaufen. Das Geschäftsmodell scheint zumindest teilweise funktioniert zu haben. Die ersten fünf Häuser konnten sofort verkauft werden. Die letzten drei Häuser (Bischofszellerstrasse 95a, 97 und 97a) musste Eichmann selbst erstellen.

## Architektonische Merkmale
Die Sticklokale waren für eine 10-Yard-Maschine ausgelegt, was eine Raumlänge von etwa 14 Metern und eine Breite von knapp 4 Metern erforderte. Die Raumhöhe beträgt 2,9 Meter. Das Sticklokal tritt als Vorbau aus dem Hauptvolumen hervor. Die grossen Korbbogenfenster weisen schon von aussen auf die Raumnutzung hin. Zusätzlich zum Sticklokal befand sich im Erdgeschoss eine Drei-Zimmer-Wohnung. Die Wohnung der Stickerfamilie befand sich darüber. Im Dachgeschoss waren drei zusätzliche Zimmer untergebracht.
Die acht Häuser sind in zwei Reihen regelmässig angeordnet und unterscheiden sich nur in der Gestaltung der Dächer. Die Parzellen sind zwischen 400 und 550 Quadratmeter gross. In einer ersten Etappe wurden vier Häuser mit Walmdach gebaut (Bischofszellerstrasse 91, 91a, 93 und 95), dann folgten vier Häuser mit Mansardwalmdach (Bischofszellerstrasse 93a, 95a, 97 und 97a). Ernst Scherrer, der Bauherr von Haus 95a, reichte dafür am 13. Juni 1912 eine Änderungsanzeige ein. Mit dem Mansarddach konnte eine dritte Wohnung eingebaut werden. Diese Lösung überzeugte, so dass Ludwig Eichmann auch für die verbleibenden drei Häuser diesen Bautyp wählte.
Der ursprüngliche Haustyp wurde mit 23‘000 Franken versichert, der Typ mit Mansarddach hatte einen Versicherungs- respektive Bauwert von 31‘500 Franken. Zum Kaufpreis kam der Erwerb der Stickmaschine (etwa 6000 Franken) hinzu. Insgesamt stellte dies für einen Einzelsticker eine enorme finanzielle Belastung dar, die nur durch die hohe Leistung der Schifflimaschine rekapitalisiert werden konnte.
Diese Gruppe von Stickerhäusern ist architektonisch, sozial- und wirtschaftsgeschichtlich von hoher Bedeutung. Mit ihrer bürgerlichen Erscheinung, stilistisch vom Heimat- und Jugendstil beeinflusst, entsprechen sie dem Selbstbild der Schifflisticker, die sich als Elite innerhalb ihrer Berufsgruppe sahen.